# Bassilly
Bassilly (în valonă Bachili, în neerlandeză Zullik) este o secțiune a comunei belgiene Silly, situată în Regiunea Valonă, în provincia Hainaut. A fost o comună de sine stătătoare înainte de fuziunea comunelor din 1977.

## Istorie
Bassilly a fost aleasă pentru a găzdui singura gară care deservește comuna Silly. Gara din Bassilly a fost deschisă în 1866 pe calea ferată dintre Ath și Hal (actuala linie 94 a Infrabel).
Între 1870 și 1984, o altă gară, numită Silly, a fost utilizată în apropierea cătunului Bourlon.
Gara din Bassilly a continuat să fie deservită de trenuri de călători până în septembrie 1985, când noua gară din Silly a înlocuit-o pe un traseu reconfigurat.

## Demografie
Surse: INS - 1831 până în 1970 = recensăminte, 1976 = numărul de locuitori la 31 decembrie.